# Diaethria elinda
Diaethria elinda är en fjärilsart som beskrevs av Achille Guenée 1872. Diaethria elinda ingår i släktet Diaethria och familjen praktfjärilar. Inga underarter finns listade i Catalogue of Life.